# Nemes István (labdarúgó, 1936)
Nemes István (Szeged, 1936. december 28. – 2023. április 10.) magyar labdarúgó, csatár, edző.

## Pályafutása
1952-ben kezdett futballozni a SZAK-ban. 1955-ben a Szegedi Haladáshoz igazolt. 1970-ig  a Szegedi EAC (SZEOL) labdarúgója volt. Az élvonalban 1957. március 17-én mutatkozott be a Ferencváros ellen, ahol csapata 3–0-s vereséget szenvedett. Összesen 204 élvonalbeli bajnoki mérkőzésen szerepelt és 50 gólt szerzett.